# James Hartle
James Burkett Hartle (Baltimore, 20 de agosto de 1939) é um físico estadunidense.
Foi professor de física da Universidade da Califórnia em Santa Bárbara desde 1966, sendo atualmente um membro do professorado externo do Instituto Santa Fé. Hartle é conhecido por seu trabalho em relatividade geral, astrofísica e interpretações da mecânica quântica.